# Argyrogrammana chicomendesi
Espèce
Argyrogrammana chicomendesi est une espèce d'insectes lépidoptères de la famille des Riodinidae et du genre Argyrogrammana.

## Dénomination
Argyrogrammana chicomendesi a été nommé par Jean-Yves Gallard en 1995

## Description
Argyrogrammana chicomendesi est un papillon de couleur rouge orangé et noir taché de bleu. Sur le dessus les ailes antérieures ont une petite partie basale rouge orangé et tout le reste de l'aile noire avec une barre bleu métallique ; les ailes postérieures ont une partie basale rouge orangé et une large bordure noire.

## Écologie et distribution
Argyrogrammana chicomendesi est présent uniquement en Guyane.

### Biotope
Il réside dans la forêt tropicale.